# Žirovski Vrh Sv. Antona
Žirovski Vrh Sv. Antona is een plaats in Slovenië en maakt deel uit van de gemeente Gorenja vas-Poljane in de NUTS-3-regio Gorenjska. De plaats telde 58 inwoners op 1 januari 2020.